# Dorothy Revier
Dorothy Revier, nata Doris Valerga (San Francisco, 18 aprile 1906 – Hollywood, 19 novembre 1993), è stata un'attrice statunitense.

## Biografia
Fu una delle cinque figlie di Thomas Valerga, a sua volta figlio di due emigrati liguri, Bartolomeo Valerga e il soprano Antonietta Damonte, che si stabilirono a San Francisco al tempo della corsa all'oro ed ebbero undici figli, tutti musicisti o cantanti. Doris studiò danza e fu notata da uno scopritore di talenti per il cinema mentre si esibiva al Tait's Cafe di San Francisco.
Debuttò così a Hollywood nel 1921 in Life's Greatest Question con il nome di Dorothy Valerga, film seguito da The Broadway Madonna (1922), entrambi diretti da Harry Revier che divenne suo marito e dal quale ebbe una figlia. Dorothy mantenne il cognome del regista anche dopo il loro divorzio, avvenuto nel 1926.
La sua attività fu molto intensa, con novanta film nell'arco di quattordici anni, fino al western The Cowboy and the Kid (1936) di Ray Taylor, che fu il suo ultimo film. Fu apprezzata dalla critica e il passaggio del muto al sonoro non le creò problemi. Interpretò soprattutto film drammatici e, per la sua notevole bellezza, ebbe spesso ruoli di femme fatale. Dal 1925, anno in cui fu scelta tra le WAMPAS Baby Stars, lavorò spesso da protagonista per la Columbia Pictures, dal momento che aveva una relazione con il dirigente Harry Cohn e, poiché quella casa produceva soltanto film a basso costo, in quel periodo Dorothy fu chiamata ironicamente «The Queen of Poverty Row».
Dopo aver abbandonato il cinema nel 1936, condusse un'esistenza riservata nella sua villa di Hollywood, dedicandosi all'hobby della pittura. Nel 1950 sposò un grafico pubblicitario, da cui divorziò nel 1964. Morì nel 1993 nell'Hollywood Presbyterian Medical Center e fu sepolta nel Forest Lawn Memorial Park di Los Angeles.

## Filmografia parziale
- Life's Greatest Question (1921)

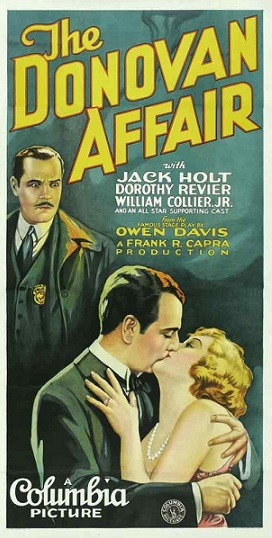
Poster del film L'affare Donovan

- The Broadway Madonna, regia di Harry Revier (1922)
- The Wild Party (1923)
- The Rose of Paris, regia di Irving Cummings (1924)
- The Virgin (1924)
- Dangerous Pleasure (1924)
- The Fate of a Flirt (1925)
- The False Alarm, regia di Frank O'Connor (1926)
- When the Wife's Away, regia di Frank R. Strayer (1926)
- Poor Girls (1927)
- La danzatrice rossa (1928)
- Attenti alle bionde (1928)
- Femmine del mare (Submarine), regia di Frank Capra e Irvin Willat (1928)
- La parata dei peccatori (1928)
- L'affare Donovan (The Donovan Affair), regia di Frank Capra (1929)
- La carne e l'anima (Father and Son) (1929)
- La maschera di ferro (The Iron Mask), regia di Allan Dwan (1929)
- Light Fingers, regia di Joseph Henabery (1929)
- La danza della vita (1929)
- Congo (Vengeance), regia di Archie Mayo (1930)
- L'assassinio sul tetto (1930)
- L'ovest (1930)
- L'ombra dell'apocalisse (1930)
- The Last Ride (1931)
- A Scarlet Week-End (1932)
- A lume di candela (1933)
- The Fighting Ranger, regia di George B. Seitz (1934)
- When a Man Sees Red, regia di Alan James (1934)
- The Lady in Scarlet (1935)
- The Cowboy and the Kid (1936)

## Fonti
- (EN)  Los Angeles Times, Necrologio di Dorothy Revier
- (EN)  M. G. Ankerich, Dorothy Revier. Broken Silence